# Tsubaki Factory
つばきファクトリー（CAMELLIA FACTORY），日本演藝經紀公司UP-FRONT AGENCY的女子偶像品牌Hello! Project旗下的女子偶像團體，台灣稱『山茶花工廠』或簡稱『椿工』，由山岸理子、小片リサ 、新沼希空、谷本安美、岸本ゆめの 與淺倉樹樹六人於2015年4月底由結成並揭曉團名，小野瑞步、小野田紗栞與秋山眞緒三人於2016年8月中加入，成為九人體制(九人此前皆是Hello! Pro研修生)，後於2017年2月22日正式出道，並隨即於該年末接連奪下日本有線大獎新人獎和日本唱片大獎最優秀新人獎。
另外，她們自成團以來包括團體名稱的選擇、團體的結成以及正式出道或舉辦演唱會的訊息發布等工作都是由時任公司顧問的前Berryz工房隊長清水佐紀所負責。
她們以九人體制活動了四年多之後，副隊長小片リサ因違反公司規定而於2020年12月底退出，也成為首位離團的成員；而河西結心、八木栞、福田真琳與豫風瑠乃四人於2021年7月初加入，成為十二人的新體制(也是隊史首次在籍人數超過十人)。陣容於2023年11月初減少為九人(再度少於十人)，截至2025年5月團體人數為十人。

## 成員

### 現籍成員
| 姓名       | 平假名記法    | 生日           | 年齡 | 出身地   | 血型 | 身高    | 代表色 | 加入日期      | 加入期數                             | 備註                                                   |
| ---------- | ------------- | -------------- | ---- | -------- | ---- | ------- | ------ | ------------- | ------------------------------------ | ------------------------------------------------------ |
| 谷本安美   | たにもと あみ | 1999年11月16日 | 25   | 北海道   | B型  | 157.5cm | 淺紫   | 2015年4月29日 | 1期                                  | Hello! Pro研修生第22期，第三任副隊長，第三任隊長(現任) |
| 小野瑞步   | おの みずほ   | 2000年9月29日  | 24   | 東京都   | O型  | 163cm   | 翡翠綠 | 2016年8月13日 | 追加成員 「さにこ」                  | Hello! Pro研修生第24期，第四任副隊長(現任)             |
| 小野田紗栞 | おのだ さおり | 2001年12月17日 | 23   | 靜岡縣   | O型  | 153cm   | 桃     | 2016年8月13日 | 追加成員 「さにこ」                  | Hello! Pro研修生第22期                                 |
| 秋山眞緒   | あきやま まお | 2002年7月29日  | 22   | 大阪府   | B型  | 158.5cm | 淺紅   | 2016年8月13日 | 追加成員 「さにこ」                  | Hello! Pro研修生第24期                                 |
| 河西結心   | かさい ゆうみ | 2003年7月30日  | 21   | 山梨縣   | O型  |         | 紫     | 2021年7月7日  | 2期 「リトルキャメリアン(小山茶花)」 | 原屬Amuse                                              |
| 福田真琳   | ふくだ まりん | 2004年10月18日 | 20   | 長崎縣   | AB型 |         | 皇家藍 | 2021年7月7日  | 2期 「リトルキャメリアン(小山茶花)」 |                                                        |
| 豫風瑠乃   | よふう るの   | 2007年12月20日 | 17   | 大阪府   | O型  | 155cm   | 芥末黃 | 2021年7月7日  | 2期 「リトルキャメリアン(小山茶花)」 | Hello! Pro研修生第30期                                 |
| 石井泉羽   | いしい みはね | 2008年10月20日 | 16   | 神奈川縣 | O型  |         | 白     | 2024年2月7日  | 3期                                  |                                                        |
| 村田結生   | むらた ゆう   | 2010年3月12日  | 15   | 愛知縣   | O型  |         | 淺粉紅 | 2024年2月7日  | 3期                                  |                                                        |
| 土居楓奏   | どい ふうか   | 2010年3月23日  | 15   | 大阪府   | AB型 |         | 亮綠   | 2024年2月7日  | 3期                                  |                                                        |

### 前成員
| 姓名       | 平假名記法      | 生日           | 年齡 | 出身地 | 代表色 | 加入日期      | 退出日期       | 在籍時間 | 備註                                             |
| ---------- | --------------- | -------------- | ---- | ------ | ------ | ------------- | -------------- | -------- | ------------------------------------------------ |
| 小片リサ   | おがた りさ     | 1998年11月5日  | 26   | 東京都 | 淺橙   | 2015年4月29日 | 2020年12月28日 | 2070天   | Hello! Pro研修生第22期，第一任副隊長             |
| 淺倉樹樹   | あさくら きき   | 2000年9月3日   | 24   | 千葉縣 | 淺粉紅 | 2015年4月29日 | 2023年4月2日   | 2895天   | Hello! Pro研修生第22期                           |
| 山岸理子   | やまぎし りこ   | 1998年11月24日 | 26   | 千葉縣 | 淺綠   | 2015年4月29日 | 2023年11月6日  | 3113天   | Hello! Pro研修生第16期，第一任隊長               |
| 岸本ゆめの | きしもと ゆめの | 2000年4月1日   | 25   | 大阪府 | 黃     | 2015年4月29日 | 2023年11月6日  | 3113天   | Hello! Pro研修生第17期                           |
| 新沼希空   | にいぬま きそら | 1999年10月20日 | 25   | 愛知縣 | 淺藍   | 2015年4月29日 | 2024年6月10日  | 3330天   | Hello! Pro研修生第20期，第二任副隊長、第二任隊長 |
| 八木栞     | やぎ しおり     | 2003年9月19日  | 21   | 愛知縣 | 橙     | 2021年7月7日  | 2025年4月30日  | 1393天   |                                                  |

### 成員變革
| 時間           | 成員                                                                    | 增減 | 人數 | 平均年齡 | 推出單曲 |
| -------------- | ----------------------------------------------------------------------- | ---- | ---- | -------- | --- |
| 2015年4月29日  | 山岸理子、小片理沙、新沼希空、谷本安美、岸本夢乃、浅倉樹樹(一期) [組成] |      | ６   | 15.17    | 從地下第1張「青春之中！」至地下第3張「壟斷／即使我成為一個老太婆」共3張                                                                    |
| 2016年8月13日  | 小野瑞步、小野田紗栞、秋山眞緒(二期) [加入]                             | ＋３ | ９   | 15.56    | 從第1張「初戀日出／Just Try!／美麗的山茶花」至第7張「斷捨主義／現在幾點？」共7張                                                           |
| 2020年12月28日 | 小片理沙 [退出]                                                         | －１ | ８   | 20.13    | |
| 2021年7月7日   | 河西結心、八木栞、福田真琳、豫風瑠乃(三期) [加入]                       | ＋４ | １２ | 18.75    | 從第8張「傷心女主角退出的戲碼／不值一文的DIAMOND／約定・聯絡・紀念日」至第10張「這沒有錯 我不會哭／Skip・Skip・Skip／你我之間的羈絆」共3張 |
| 2023年4月2日   | 淺倉樹樹 [畢業]                                                         | －１ | １１ | 20.64    | 第11張「勇氣 It's my Life!／妄想才是自由／不過...沒關係」                                                                                  |
| 2023年11月6日  | 山岸理子、岸本夢乃 [畢業]                                               | －２ | ９   | 20.67    | |
| 2024年2月7日   | 石井泉羽、村田結生、土居楓奏(四期) [加入]                               | ＋３ | １２ | 19.17    | |
| 2024年6月10日  | 新沼希空 [畢業]                                                         | －1  | １１ | 18.9     | 第12張單曲「Baby Spider／青春Exabyte／鼓動OK？」                                                                                           |
| 2025年4月30日  | 八木栞 [畢業]                                                           | －1  | １0  | 19.8     | 第13張單曲「My Days for You／悲傷永無止境」                                                                                                |

## 簡歷

### 2015年
- 4月29日，由時任公司顧問的Berryz工房隊長清水佐紀宣布團體结成，團名取為"つばきファクトリー"，初始成員有小片リサ、山岸理子、新沼希空、谷本安美、岸本ゆめの與淺倉樹樹等六人。
- 8月8日，山岸理子與小片リサ被選為正副隊長。
- 9月6日，發表地下出道單曲「青春之中！」。

### 2016年
- 8月13日，第二期新成員──小野瑞步、小野田紗栞與秋山眞緒──等三人加入，變成九人體制。
- 9月5日，於Hello! Project研修生演唱會中宣布將在2017年1月主流出道。

### 2017年
- 2月22日，發表主流出道單曲「初戀日出 / Just Try! / 美麗的山茶花」。
- 6月16日，淺倉樹樹被診斷出腰椎間盤突出症而斷斷續續地休養了一些時日。
- 7月26日，發表第二張單曲「求職Sensation / 笑吧 / 花模樣」。
- 12月4日，獲得第50回日本有線大獎新人獎。(為至今最後一回，該獎已於此後停辦。)
- 12月30日，獲得第59回日本唱片大獎最優秀新人獎。

### 2018年
- 2月21日，發表第三張單曲「低溫火傷／春戀歌／I Need You ～夜空中的摩天輪～」。
- 2月22日，舉辦出道一週年演唱會【つばきファクトリー ワンマンLIVE 〜First Blossom〜】。
- 4月15日，巡迴演唱會【つばきファクトリーライブツアー2018春「初恋」】開始。
- 7月18日，發表第四張單曲「約會日要沖澡兩次再出門／純情cm(公分)／今晚就好，我想放縱一下」。
- 9月16日，巡迴演唱會【つばきファクトリー ライブツアー 2018秋 -微熱-】開始。
- 11月14日，發表首張專輯『first bloom』。

### 2019年
- 2月22日，舉辦出道兩週年演唱會【つばきファクトリー ライブツアー2019春・爛漫 メジャーデビュー2周年スペシャル】；推出第一本寫真書《つばきファクトリー 1stオフィシャルブック》。
- 2月27日，發表第五張單曲「第三次的約會神話／軟綿綿、戀愛時鐘」。
- 3月10日，巡迴演唱會【つばきファクトリー ライブツアー2019春・爛漫】開始。
- 5月8日，淺倉樹樹的椎間盤突出舊傷復發而再度暫停活動長達好幾個月。
- 5月17日，新沼希空於上班途中在樓梯跌倒導致尾骨骨折與臀部挫傷而休養了一段時日。
- 9月7日，巡迴演唱會【つばきファクトリー ライブツアー2019秋：月光】開始。

### 2020年
- 1月15日，發表第六張單曲「自我感覺良好的少女的兩難／渴望被擁抱」。
- 2月22日，舉辦出道三週年演唱會【つばきファクトリー ライブツアー2020春 椿】。
- 4月14日，宣布原本預定於5月開始的巡迴演唱會【つばきファクトリー コンサートツアー2020春 CAMELLIA】因新冠病毒疫情而全部取消。
- 9月30日，發表第七張單曲「斷捨主義／現在幾點？」。
- 10月8日，小片リサ因違反公司規定而被暫停所有活動。
- 12月28日，小片リサ退出，變成八人體制。

### 2021年
- 1月20日，宣布與Juice=Juice共同舉辦選秀會，也是她們成團近六年來首次舉辦選秀會。
- 5月26日，發表第二張專輯『2nd STEP』。
- 7月7日，第三期新成員──甄選合格的河西結心、八木栞、福田真琳──及──從研修生中升格的豫風瑠乃──等四人加入，變成十二人體制。
- 7月26日，在有線付費頻道"BSスカパー!"上開設冠名節目＜行くぜ!つばきファクトリー＞。
- 10月18日，首次登上日本武道館舉辦演唱會【つばきファクトリー コンサート2021 「CAMELLIA～日本武道館スッペシャル～」】，也是第三期新成員首次參與的單獨演唱會。
- 11月17日，發表第八張單曲「傷心女主角退出的戲碼／不值一文的DIAMOND／約定・聯絡・紀念日」。
- 12月31日，新沼希空就任副隊長。

### 2022年
- 2月20日，舉辦出道五週年演唱會【つばきファクトリー メジャーデビュー5周年記念ライブ ～君ならで誰にか見せむ椿の花色をも香をも知る人ぞ知る～】。
- 3月20日，巡迴演唱會【つばきファクトリー CONCERT TOUR ～PARADE～】開始。
- 5月16日，再次登上日本武道館舉辦演唱會【つばきファクトリー CONCERT TOUR～PARADE 日本武道館スッペシャル～】。
- 6月29日，發表第九張單曲「腎上腺素・不行／戀愛不是軟弱／偶像天職音頭」(首次獲得週冠)。
- 7月9日，巡迴演唱會【つばきファクトリー CONCERT TOUR ～ENCORE PARADE～】開始。
- 8月25日，舉辦演唱會【つばきファクトリーの夏祭り 2022 ～灼熱～】。
- 9月25日，巡迴演唱會【つばきファクトリー CONCERT TOUR ～Fomalhaut～】開始。
- 11月28日，舉辦演唱會【つばきファクトリーメジャーデビュー5周年記念!SPOOX MUSIC～つばきファクトリーXmas LIVE～】。

### 2023年
- 2月22日，發表第十張單曲「這沒有錯 我不會哭／skip・skip・skip／你我之間的羈絆」。
- 2月23日，舉辦出道六週年演唱會【つばきファクトリー メジャーデビュー6周年記念ライブ ～Moment～】。
- 4月2日，淺倉樹樹畢業，變成十一人體制。
- 4月15日，巡迴演唱會【つばきファクトリー CONCERT TOUR ～シュンカン～】開始。
- 6月10日，谷本安美就任副隊長。
- 7月22日，巡迴演唱會【つばきファクトリー CONCERT TOUR ～シュンカン～ アンコール】開始。
- 8月24日，在河口湖舉辦演唱會【つばきファクトリーの夏祭り2023 ～灼熱～】。
- 9月27日，發表第十一張單曲「勇氣 It's my Life!／妄想才是自由／不過...沒關係」。
- 10月7日，巡迴演唱會【つばきファクトリー コンサートツアー 2023秋「可惜夜」】開始。
- 10月14日、15日，先後在香港及台灣舉辦出道以來首次國外演唱會【TSUBAKI FACTORY FIRST CONCERT 2023 SHUNKAN IN HONG KONG】、【TSUBAKI FACTORY FIRST CONCERT 2023 SHUNKAN IN TAIWAN】。
- 11月6日，山岸理子與岸本ゆめの畢業，變成回九人體制。新隊長由新沼希空接任，谷本安美則續任副隊長。

### 2024年
- 2月7日，第四期新成員──石井泉羽、村田結生、土居楓奏──等三人加入，再度變回十二人體制。
- 2月21日，發表第三張專輯『3rd -Moment-』。
- 6月10日，新沼希空畢業，變成十一人體制。新隊長由谷本安美接任，小野瑞步擔任副隊長。
- 8月28日，發表第十二張單曲「Baby Spider／青春Exabyte／鼓動OK？」。

### 2025年
- 4月30日，八木栞畢業，變成十人體制。
- 6月4日，發表第十三張單曲「My Days for You／悲傷永無止境」。

## 作品

### 單曲
|      | 發行日         | 名稱                                                                                         | 中文名稱                                                       | Oricon 週榜 最高名次 | 首週銷量 | 累計銷量          | 概要                                                                                | 所屬專輯                              |
| ---- | -------------- | -------------------------------------------------------------------------------------------- | -------------------------------------------------------------- | -------------------- | -------- | ----------------- | ----------------------------------------------------------------------------------- | ------------------------------------- |
| -    | 2015年9月6日   | 青春まんまんなか！                                                                           | 青春之中！                                                     | -                    | -        | 獨立製作          |                                                                                     | Tsubaki Factory SOUND + VISION Vol. 1 |
| -    | 2015年12月31日 | 気高く咲き誇れ！                                                                             | 華麗地盛開！                                                   | -                    | -        | 獨立製作          |                                                                                     | Tsubaki Factory SOUND + VISION Vol. 1 |
| -    | 2016年8月6日   | 独り占め／私がオバさんになっても                                                             | 壟斷／即使我成為一個老太婆                                     | -                    | -        | 獨立製作的DVD單曲 |                                                                                     | first bloom                           |
| 1st  | 2017年2月22日  |                                                                                              | 初戀日出 / Just Try! / 美麗的山茶花                            | 3                    | 35,241   | 40,813            | 主流出道單曲、 第1張3A單曲                                                          | first bloom                           |
| 2nd  | 2017年7月26日  |                                                                                              | 求職Sensation / 笑吧 / 花模樣                                  | 5                    | 34,744   | 38,522            | 第2張3A單曲                                                                         | first bloom                           |
| 3rd  | 2018年2月21日  | 低温火傷／春恋歌／I Need You 〜夜空の観覧車〜                                                | 低溫火傷／春戀歌／I Need You ～夜空中的摩天輪～                | 2                    | 68,266   | 73,100            | 第3張3A單曲                                                                         | first bloom                           |
| 4th  | 2018年7月18日  | デートの日は二度くらいシャワーして出かけたい／純情cm(センチメートル)／今夜だけ浮かれたかった | 約會日要沖澡兩次再出門／純情cm(公分)／今晚就好我想放縱一下     | 2                    | 58,170   | 63,960            | 第4張3A單曲                                                                         | first bloom                           |
| 5th  | 2019年2月27日  | 三回目のデート神話／ふわり、恋時計                                                           | 第三次的約會神話／軟綿綿、戀愛時鐘                             | 2                    | 62,620   | 65,984            | 第1張2A單曲                                                                         | 2nd STEP                              |
| 6th  | 2020年1月15日  | 意識高い乙女のジレンマ／抱きしめられてみたい                                                 | 自我感覺良好的少女的兩難／渴望被擁抱                           | 3                    | 74,996   | 81,280            | 第2張2A單曲                                                                         | 2nd STEP                              |
| 7th  | 2020年9月30日  | 断捨ISM／イマナンジ？                                                                        | 斷捨主義／現在幾點？                                           | 4                    | 36,470   | 37,800            | 第3張2A單曲、 小片リサ最後的單曲                                                    | 2nd STEP                              |
| 8th  | 2021年11月17日 | 涙のヒロイン降板劇／ガラクタDIAMOND／約束・連絡・記念日                                      | 傷心女主角退出的戲碼／不值一文的DIAMOND／約定・聯絡・紀念日    | 3                    | 58,407   | 62,726            | 第5張3A單曲、 第三期成員河西結心、八木栞、福田真琳與豫風瑠乃的首張單曲              | 3rd -Moment-                          |
| 9th  | 2022年6月29日  | アドレナリン・ダメ／弱さじゃないよ、恋は／アイドル天職音頭                                   | 腎上腺素・不行／戀愛不是軟弱／偶像天職音頭                     | 1                    | 70,380   | 75,218            | 第6張3A單曲                                                                         | 3rd -Moment-                          |
| 10th | 2023年2月22日  | 間違いじゃない 泣いたりしない／スキップ・スキップ・スキップ／君と僕の絆 feat. KIKI           | 這沒有錯 我不會哭／Skip・Skip・Skip／你我之間的羈絆 feat. KIKI | 3                    | 77,489   | 79,369            | 第7張3A單曲、 淺倉樹樹的畢業單曲                                                    | 3rd -Moment-                          |
| 11th | 2023年9月27日  | 勇気 It's my Life!／妄想だけならフリーダム／でも…いいよ                                      | 勇氣 It's my Life!／妄想才是自由／不過...沒關係                | 2                    | 60,625   | 62,951            | 第8張3A單曲、 山岸理子與岸本ゆめの的畢業單曲                                        | 3rd -Moment-                          |
| 12th | 2024年8月28日  | ベイビースパイダー／青春エクサバイト／鼓動OK？                                               | Baby Spider / 青春Exabyte / 鼓動OK？                           | 4                    | 59,312   | -                 | 第9張3A單曲、 新沼希空的畢業單曲、 第四期成員石井泉羽、村田結生與土居楓奏的首張單曲 |                                       |
| 13th | 2025年6月4日   | My Days for You／悲しみがとまらない                                                          | My Days for You / 悲傷永無止境                                 |                      |          | -                 | 第4張2A單曲、 八木栞的畢業單曲。                                                    |                                       |

#### 在Oricon週榜的成績
- 最高排名(冠軍)：「腎上腺素・不行／戀愛不是軟弱／偶像天職音頭」
- 最低排名(第5)：「求職Sensation／笑吧／花模樣」
- 最高初動銷量：「這沒有錯 我不會哭／Skip・Skip・Skip／你我之間的羈絆 feat. KIKI」，賣出77,489張
- 最低初動銷量：「求職Sensation／笑吧／花模樣」，賣出34,744張
- 最高總銷量：「自我感覺良好的少女的兩難／渴望被擁抱」，賣出81,280張
- 最低總銷量：「斷捨主義／現在幾點？」，賣出37,800張
- 從主流出道至今所發表的全部11張單曲都進入前5名。

上述資料統計至2024年8月第12張單曲

### 專輯
|     | 發行日         | 名稱         | 中文名稱     | Oricon週榜最高名次 | 首週銷量 | 累計銷量 |
| --- | -------------- | ------------ | ------------ | ------------------ | -------- | -------- |
| 1st | 2018年11月14日 | first bloom  | first bloom  | 6                  | 16,139   | 18,617   |
| 2nd | 2021年5月26日  | 2nd STEP     | 2nd STEP     | 3                  | 15,638   | 16,582   |
| 3rd | 2024年2月21日  | 3rd -Moment- | 3rd -Moment- | 5                  | 20,973   | 22,016   |

### 迷你專輯
|     | 發行日        | 名稱                                  | 中文名稱                              | Oricon週榜最高名次 | 首週銷量 | 累計銷量 |
| --- | ------------- | ------------------------------------- | ------------------------------------- | ------------------ | -------- | -------- |
| 1st | 2016年5月17日 | つばきファクトリー SOUND+VISION Vol.1 | Tsubaki Factory SOUND + VISION Vol. 1 | 26                 | -        | -        |

## 單獨演唱會
2018年
- 2月22日，出道一週年演唱會【つばきファクトリー ワンマンLIVE 〜First Blossom〜】
- 4月15日~5月27日，巡迴演唱會【つばきファクトリーライブツアー2018春「初恋」】(9城18場)
- 9月16日~12月1日，巡迴演唱會【つばきファクトリー ライブツアー 2018秋 -微熱-】(14城28場)

2019年
- 2月22日，出道兩週年演唱會【つばきファクトリー ライブツアー2019春・爛漫 メジャーデビュー2周年スペシャル】
- 3月10日~5月26日，巡迴演唱會【つばきファクトリー ライブツアー2019春・爛漫】(15城32場)
- 9月7日~12月8日，巡迴演唱會【つばきファクトリー ライブツアー2019秋：月光】(20城40場)

2020年
- 2月22日，出道三週年演唱會【つばきファクトリー ライブツアー2020春 椿】(1城2場)
- 4月14日，公司宣布原本預定於5月開始的巡迴演唱會【つばきファクトリー コンサートツアー2020春 CAMELLIA】因新冠病毒疫情蔓延而全部取消。

2021年
- 10月18日，演唱會【つばきファクトリー コンサート2021 「CAMELLIA～日本武道館スッペシャル～」】

2022年
- 2月20日，出道五週年演唱會【つばきファクトリー メジャーデビュー5周年記念ライブ ～君ならで誰にか見せむ椿の花色をも香をも知る人ぞ知る～】(1城2場)
- 3月20日~6月4日，巡迴演唱會【つばきファクトリー CONCERT TOUR ～PARADE～】(11城15場)
- 5月16日，演唱會【つばきファクトリー CONCERT TOUR ～PARADE 日本武道館スッペシャル～】
- 7月9日~8月28日，巡迴演唱會【つばきファクトリー CONCERT TOUR 〜ENCORE PARADE〜】(4城5場)
- 8月25日，演唱會【つばきファクトリーの夏祭り 2022 ～灼熱～】
- 9月25日~11月23日，巡迴演唱會【つばきファクトリー CONCERT TOUR ～Fomalhaut～】(11城14場)。
- 11月28日，演唱會【つばきファクトリーメジャーデビュー5周年記念!SPOOX MUSIC～つばきファクトリーXmas LIVE～】。

2023年
- 2月23日，出道六週年演唱會【つばきファクトリー メジャーデビュー6周年記念ライブ ～Moment～】。
- 4月15日~5月27日，巡迴演唱會【つばきファクトリー CONCERT TOUR ～シュンカン～】(8城10場)。

## 外部連結
- つばきファクトリー （页面存档备份，存于） - ハロー!プロジェクト オフィシャルサイト
- つばきファクトリー （页面存档备份，存于） - UP-FRONT WORKS
- つばきファクトリー オフィシャルファンクラブページ （页面存档备份，存于） - ハロー!プロジェクト オフィシャルファンクラブ
- YouTube上的
- Tsubaki Factory的X（前Twitter）
- Tsubaki Factory的Instagram帳戶
- Tsubaki Factory的Facebook專頁
- Tsubaki Factory的TikTok

1. ↑  https://ameblo.jp/tsubaki-factory/entry-12758653759.html （页面存档备份，存于）　#さにこ6周年　小野瑞歩